# The Dark Place
The Dark Place es una película de suspenso y misterio de 2014 escrita y dirigida por Jody Wheeler. Está protagonizada por Blaise Embry, Timo Descamps, Sean Paul Lockhart y Eduardo Rioseco. La película es un viaje emocionante y retorcido de traición, esperanza, codicia, amor y problemas de mamá, teniendo un personaje principal gay que hace que los mundos y géneros familiares se conviertan en paisajes completamente nuevos.

## Argumento
Keegan Dark (Blaise Embry), el protagonista, tiene una condición llamada hipertimesia, una condición que hace que una persona recuerde casi todos los momentos de su vida. Keegan Dark y su novio (Timo Descamps) llegan a la mansión de la madre separada de Keegan, la Sra. Celeste Dark (Shannon Day), donde no solo está siendo perseguido constantemente por su pasado, sino que también descubre una trama que pone su vida y las vidas de sus seres queridos en peligro. En el camino nos encontramos con el nuevo padrastro y hermanastro de Keegan (Andy Copeland y Sean Paul Lockhart) y su exnovio / abogado de la Sra. Dark, Ernesto (Eduardo Rioseco).

## Reparto
- Blaise Embry como Keegan Dark

- Timo Descamps como Wil Roelen

- Sean Paul Lockhart como Jake Bishop

- Eduardo Rioseco como Ernie Reyes

- Shannon Day como Celeste Dark

- Andy Copeland como Adrian Bishop

- Shade Streeter como Young Keegan

- Genevieve Buechner como Wendy Luckenbill

- Allison Lane como Sherriff Timmer

- Joshua Stenseth como Collin Dark

- Jessica Hendrickson como Lucinda

- Denny McAuliffe como un joven Ernie

- Kendall Wells como Calvin

- Harold Phillips como Steven Dark

- Ron Boyd como el diputado Nelson

## Producción

### Desarrollo
La película fue producida por J.T.  Tepnapa y Carlos Pedraza, así como por Blue Seraph Productions.
Se rodó en Hillsboro y Portland, Oregón, Estados Unidos.

## Recepción

### Críticas
Ed Kennedy describió The The Dark Place como: "Refrescante... un verdadero thriller con un escenario hermoso, actores magníficos con relaciones complicadas". Timothy Junes de Zizo Online comentó: "The Dark Place no es una obra maestra ni un monstruo de película. Es refrescante ver dónde la homosexualidad es un hecho y no un tema en sí mismo. Entretenida".

### Premios
| Año  | Categoría      | Premio            | Resultado |
| ---- | -------------- | ----------------- | --------- |
| 2015 | Mejor Thriller | TLA Gaybie Awards | Ganador   |